# Селет (Крез)
Селет (фр. Cellette) насеље је и општина у централној Француској у региону Лимузен, у департману Крез која припада префектури Гере.
По подацима из 2011. године у општини је живело 271 становника, а густина насељености је износила 12,62 становника/km². Општина се простире на површини од 21,48 km². Налази се на средњој надморској висини од 352 метара (максималној 432 m, а минималној 294 m).

## Демографија
| 1962. | 1968. | 1975. | 1982. | 1990. | 1999. | 2011. |
| ----- | ----- | ----- | ----- | ----- | ----- | ----- |
| 528   | 576   | 491   | 441   | 340   | 283   | 271   |

График промене броја становника у току последњих година